# Kammquecke
Die Kammquecke (Agropyron cristatum) ist eine Pflanzenart aus der Gattung der Kammquecken (Agropyron) in der Familie der Süßgräser (Poaceae).

## Beschreibung

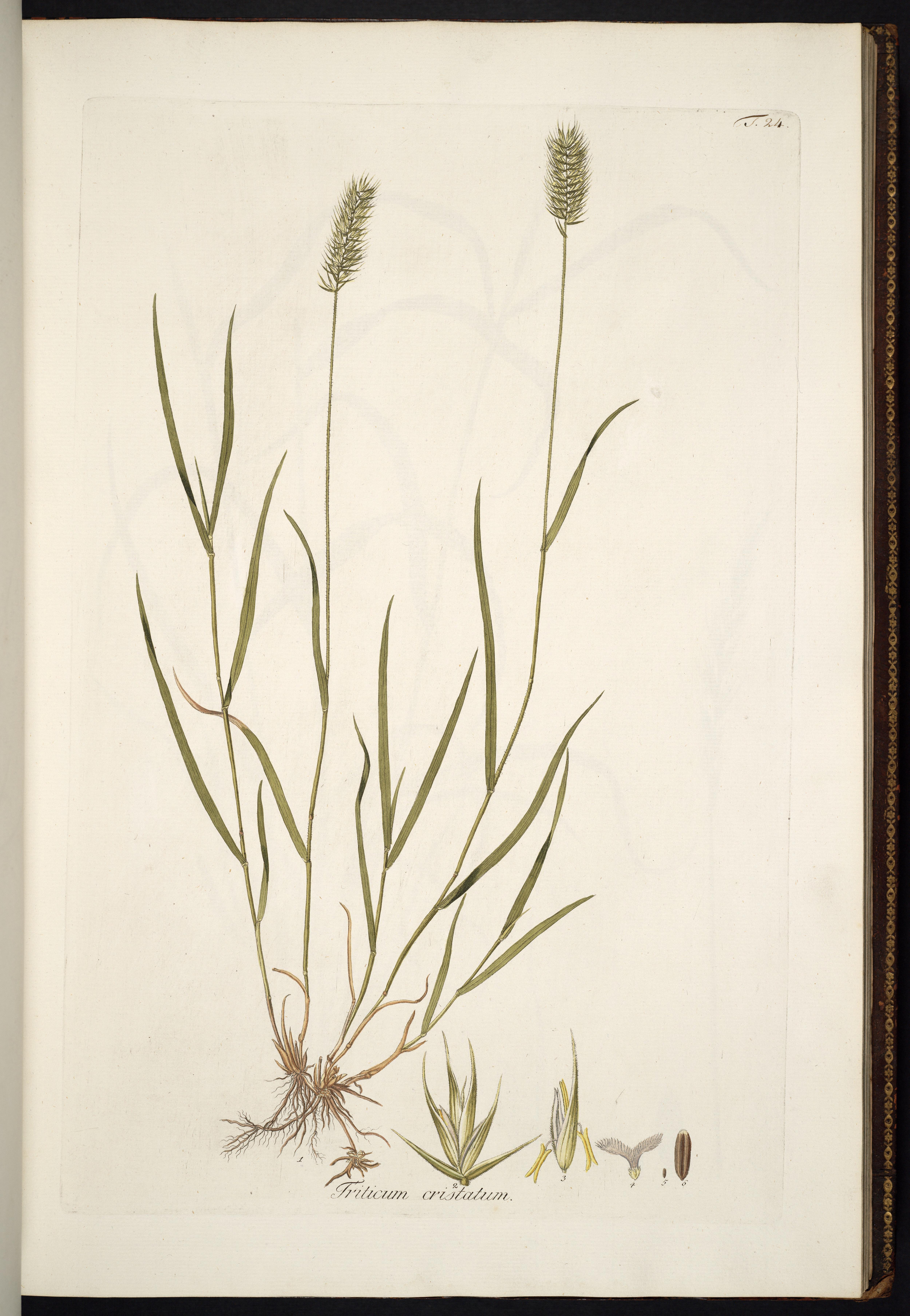
Illustration

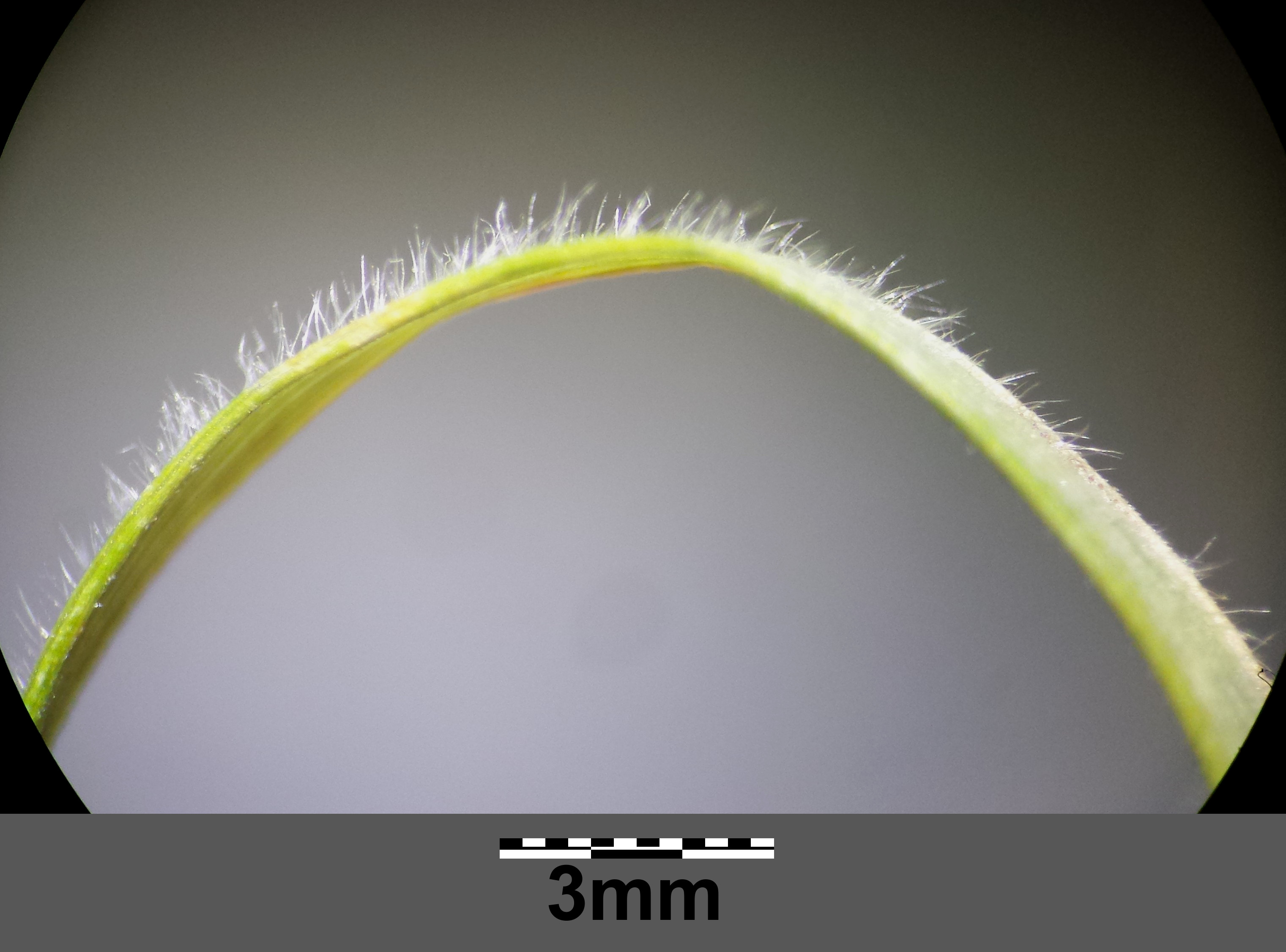
Behaarte Laubblattoberseite

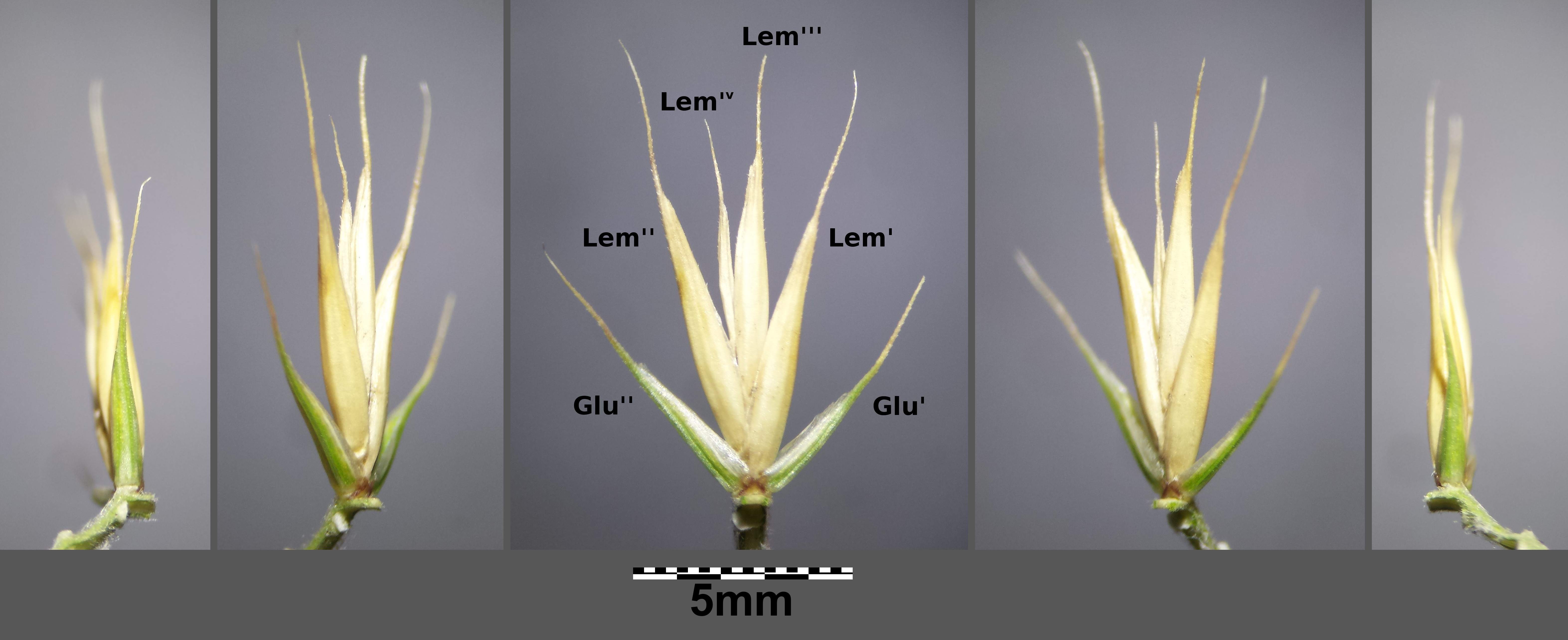
Ährchen mit Hüll- und Deckspelzen

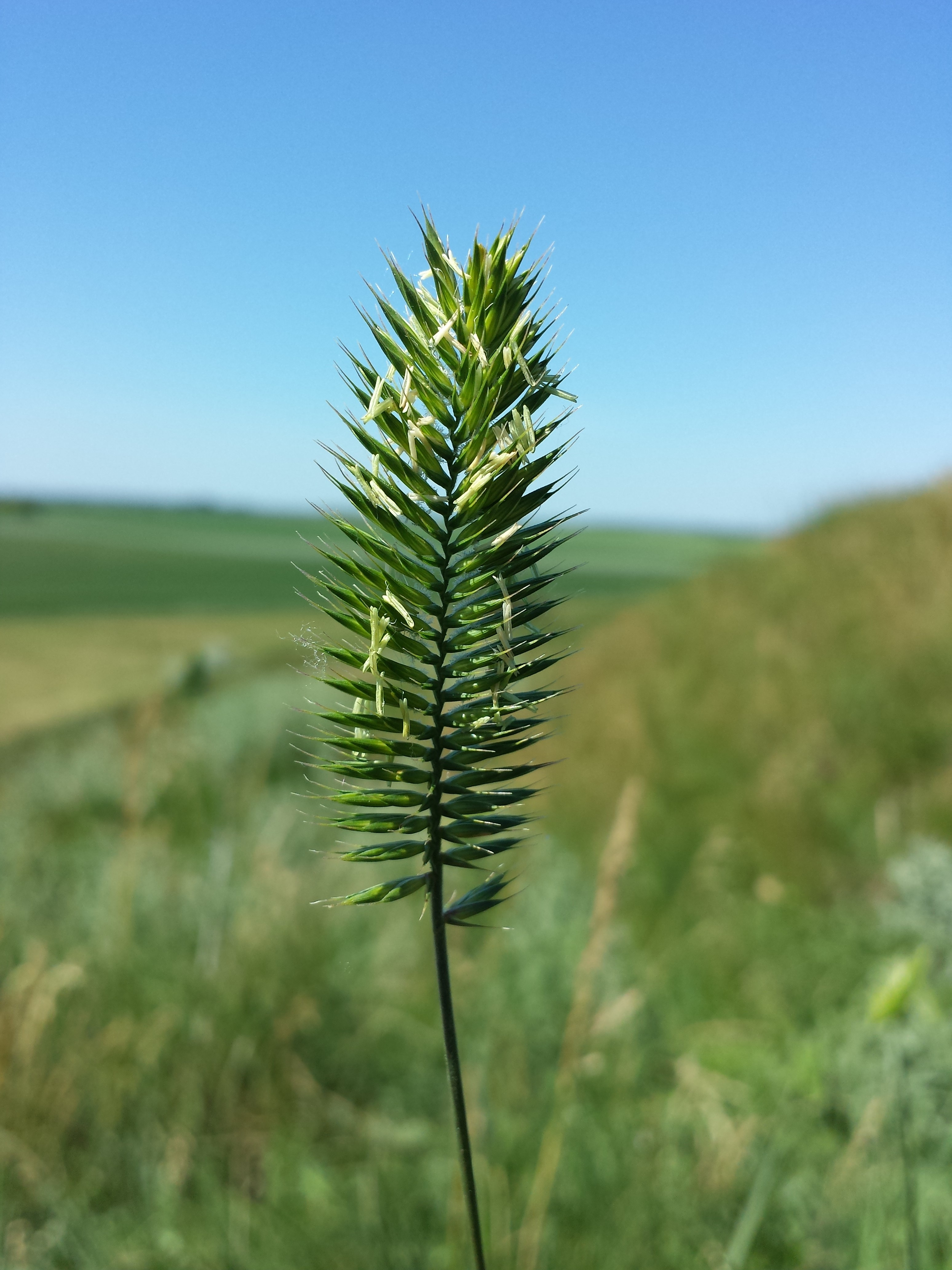
Ähre von Agropyron cristatum subsp. pectinatum (Syn.: Agropyron pectiniforme)

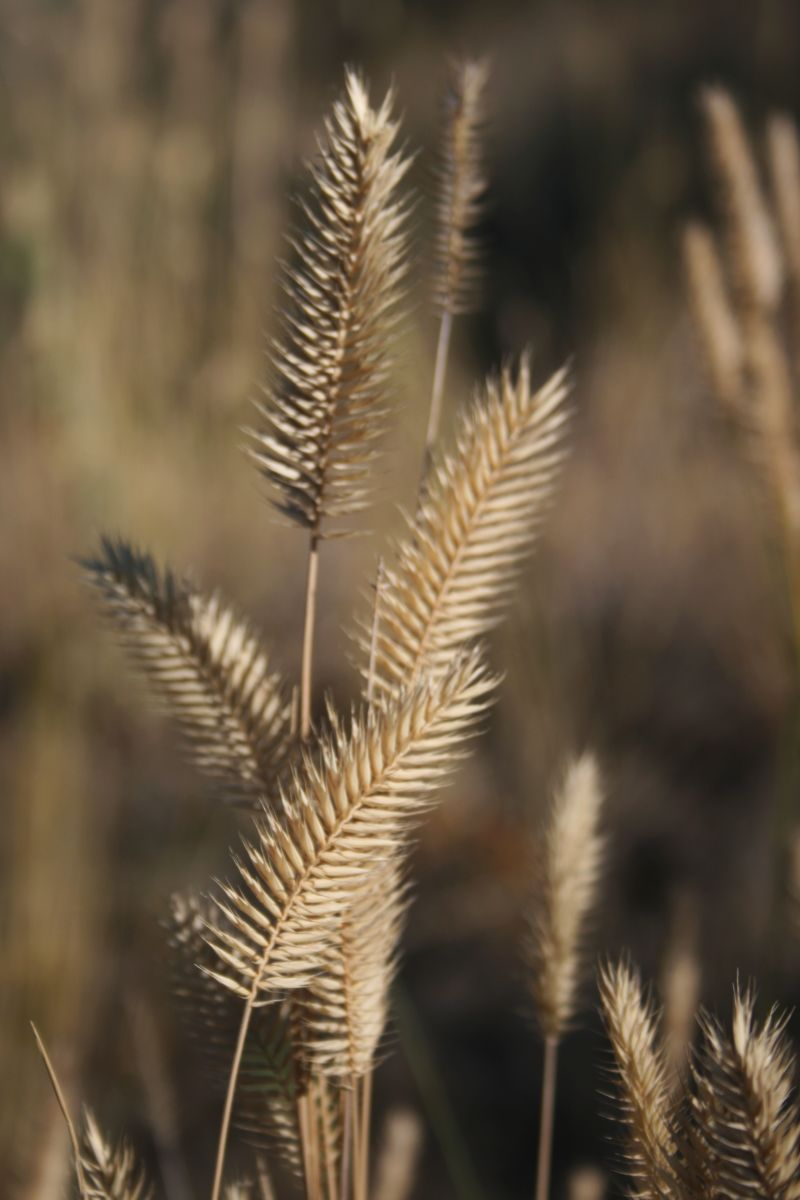
Fruchtstand

### Erscheinungsbild und Blatt
Die Kammquecke ist eine ausdauernde krautige Pflanze und erreicht Wuchshöhen von 20 bis 60, zuweilen bis 80 Zentimetern. Die Halme sind kahl oder spärlich behaart. 
Die Blattscheiden sind kahl. Die eingerollte oder flache Blattspreiten ist 5 bis 15, manchmal bis zu 20 Zentimeter lang und 0,2 bis 0,9 Zentimeter breit. Sie sind oberseits an der Spitze kahl, achsennah dagegen leicht flaumig behaart.

### Generative Merkmale
Der sehr dichte ährige Blütenstand ist bei einer Länge von 2 bis 6 Zentimetern sowie einer Breite von 0,8 bis 2,5 Zentimetern länglich-oval. Die Ährenäste sind mit 1 Millimeter Länge sehr kurz. Die von der Hauptachse weit in großem Winkel abgespreizten Ährchen sind kammförmig zweiteilig angeordnet. Die 6 bis 18 Millimeter breite Ährenachse trägt drei bis elf Blüten. Die einnervigen Hüllspelzen sind lanzettlich oder länglich-elliptisch, behaart oder unbehaart, selten stachelig behaart. Sie sind begrannt. Die Granne ist etwa so lang wie die Hüllspelze. Die obere Hüllspelze ist etwa 2 bis 3 Millimeter und die untere etwa 3 bis 4 Millimeter lang. Die Deckspelzen sind behaart oder kahl, selten stachelig behaart. Sie sind an der Spitze zweispitzig und auf den Kielen bewimpert. Die Granne der Deckspelze erreicht 2 bis 4 Millimeter Länge. Die Staubbeutel (Antheren) sind etwa 4 Millimeter lang.
Die Blüte- und Fruchtzeit liegt zwischen Juni und September. 
Die Chromosomenzahl beträgt 2n = 28.

## Vorkommen
Die Kammquecke ist in gemäßigten Zonen von Asien, in Nordafrika und in weiten Teilen Europas verbreitet, hier jedoch bevorzugt im westlichen und östlichen Mittelmeerraum und bis nach Mitteleuropa reichend. Sie ist in Nordamerika ein Neophyt.
Sie wächst bevorzugt auf trockenen Berghängen, in trockenen Wiesen und in Steppen.

## Systematik
Die Erstbeschreibung erfolgte 1753 unter dem Namen (Basionym) Bromus cristatus in Sp. Pl.: 78 (1753) durch Carl von Linné. Die Neukombination zu Agropyron cristatum (L.) J.Gaertn. wurde 1770 durch Joseph Gärtner in Novi Comment. Acad. Sci. Imp. Petrop. 14(1): 540 (1770) veröffentlicht. Ein Synonym für Agropyron cristatum (L.) J.Gaertn. ist Triticum cristatum (L.) Schreb.
Es können folgende Unterarten unterschieden werden:
- Agropyron cristatum subsp. brachyatherum (Maire) Dobignard: Sie kommt in Marokko vor.[4]
- Agropyron cristatum subsp. brandzae  (Pantu & Solacolu) Melderis: Sie kommt nur im östlichen Bulgarien und im östlichen Rumänien vor.[3]
- Agropyron cristatum (L.) J.Gaertn. subsp. cristatum: Sie kommt im europäischen und asiatischen Russland vor, in Zentralasien, in China und in der Mongolei.[3]
- Agropyron cristatum subsp. kazachstanicum Tzvelev: Sie kommt in Armenien und in Russland vor.[4]
- Agropyron cristatum subsp. pectinatum (M.Bieb.) Tzvelev (Agropyron pectiniforme J.J.Roem. & J.A.Schult.): Sie kommt in Europa, Asien und in Marokko vor.[3] In Mitteleuropa hat sie Vorkommen in Deutschland, Österreich (Niederösterreich, Burgenland, Steiermark), in der Schweiz im Kanton Wallis und in Norditalien.[5]
- Agropyron cristatum subsp. ponticum (Nevski) Tzvelev: Sie kommt nur auf der Krim vor.[4]
- Agropyron cristatum subsp. puberulum (Steud.) Tzvelev: Sie kommt im Kaukasusraum und in der Türkei vor.[4]
- Agropyron cristatum subsp. sabulosum Lavrenko: Sie kommt in der Ukraine und im europäischen Russland vor.[3]
- Agropyron cristatum subsp. sclerophyllum Novopokr.: Sie kommt nur in Georgien und auf der Krim vor.[3]
- Agropyron cristatum subsp. tarbagataicum (Plotn.) Tzvelev: Sie kommt in Kasachstan und in Sibirien vor.[3]